# Yume no ukiyo ni saite mina
„Yume no ukiyo ni saite mina” (jap. 夢の浮世に咲いてみな) – trzynasty singel japońskiego zespołu Momoiro Clover Z oraz amerykańskiego zespołu KISS, wydany w Japonii przez Evil Line Records 28 stycznia 2015 roku. Singel został wydany w dwóch edycjach: „Momoclo Edition” (CD+Blu-ray) oraz „KISS Edition” (CD). Tytuł w języku angielskim: “Try Blooming in the Floating World of Dreams”.
Singel osiągnął 2. pozycję w rankingu Oricon i pozostawał na liście przez 12 tygodni. Sprzedał się w nakładzie 74 046 egzemplarzy.

## Lista utworów
| CD (Momoclo Edition)      |                                                                            |                                             |                                             |                                             |      |
| Nr                        | Tytuł                                                                      | Słowa                                       | Kompozycja                                  | Aranżacja                                   | Czas |
| 1.                        | "Yume no ukiyo ni saite mina" (jap. 夢の浮世に咲いてみな)                  | Yūho Iwasato, Paul Stanley                  | Paul Stanley, Greg Collins                  | KISS, Greg Collins                          | 4:40 |
| 2.                        | "Rock and Roll All Nite"                                                   | Gene Simmons, Paul Stanley                  | Gene Simmons, Paul Stanley                  | NARASAKI, Yuyoyuppe                         | 4:17 |
| 3.                        | "Yume no ukiyo ni saite mina" (jap. 夢の浮世に咲いてみな) (off vocal ver.) |                                             | Paul Stanley, Greg Collins                  | KISS, Greg Collins                          | 4:40 |
| 4.                        | "Rock and Roll All Nite" (off vocal ver.)                                  |                                             | Gene Simmons, Paul Stanley                  | NARASAKI, Yuyoyuppe                         | 4:17 |
| CD (KISS Edition)         |                                                                            |                                             |                                             |                                             |      |
| Nr                        | Tytuł                                                                      | Słowa                                       | Kompozycja                                  | Aranżacja                                   | Czas |
| 1.                        | "Yume no ukiyo ni saite mina" (jap. 夢の浮世に咲いてみな)                  | Yūho Iwasato, Paul Stanley                  | Paul Stanley, Greg Collins                  | KISS, Greg Collins                          | 4:40 |
| 2.                        | "Rock and Roll All Nite"                                                   | Gene Simmons, Paul Stanley                  | Gene Simmons, Paul Stanley                  | NARASAKI, Yuyoyuppe                         | 4:17 |
| 3.                        | "SAMURAI SON"                                                              | Yūho Iwasato, Paul Stanley                  | Paul Stanley, Greg Collins                  | KISS, Greg Collins                          | 4:35 |
| 4.                        | "Yume no ukiyo ni saite mina" (jap. 夢の浮世に咲いてみな) (off vocal ver.) |                                             | Paul Stanley, Greg Collins                  | KISS, Greg Collins                          | 4:40 |
| 5.                        | "Rock and Roll All Nite" (off vocal ver.)                                  |                                             | Gene Simmons, Paul Stanley                  | NARASAKI, Yuyoyuppe                         | 4:17 |
| 6.                        | "SAMURAI SON" (off vocal ver.)                                             |                                             | Paul Stanley, Greg Collins                  | KISS, Greg Collins                          | 4:35 |
| Blu-ray (Momoclo Edition) |                                                                            |                                             |                                             |                                             |      |
| Nr                        | Tytuł                                                                      | Tytuł                                       | Tytuł                                       | Tytuł                                       | Czas |
| 1.                        | "Yume no ukiyo ni saite mina" (Music video)                                | "Yume no ukiyo ni saite mina" (Music video) | "Yume no ukiyo ni saite mina" (Music video) | "Yume no ukiyo ni saite mina" (Music video) |      |

## Notowania
| Lista                                          | Pozycja |
| ---------------------------------------------- | ------- |
| Oricon Daily Singles Chart                     | 4       |
| Oricon Weekly Singles Chart                    | 2       |
| Billboard Japan Hot 100                        | 2       |
| Billboard Japan Hot Singles Sales              | 2       |
| Billboard Japan Hot Adult Contemporary Airplay | 18      |